# Enga
Enga – prowincja Papui-Nowej Gwinei, położona w środkowej, górzystej części kraju. Ośrodkiem administracyjnym jest miasto Wabag.